# 茨城県道150号月岡真壁線
茨城県道150号月岡真壁線（いばらきけんどう150ごう つきおかまかべせん）は、茨城県石岡市月岡から桜川市真壁町真壁に至る一般県道である。

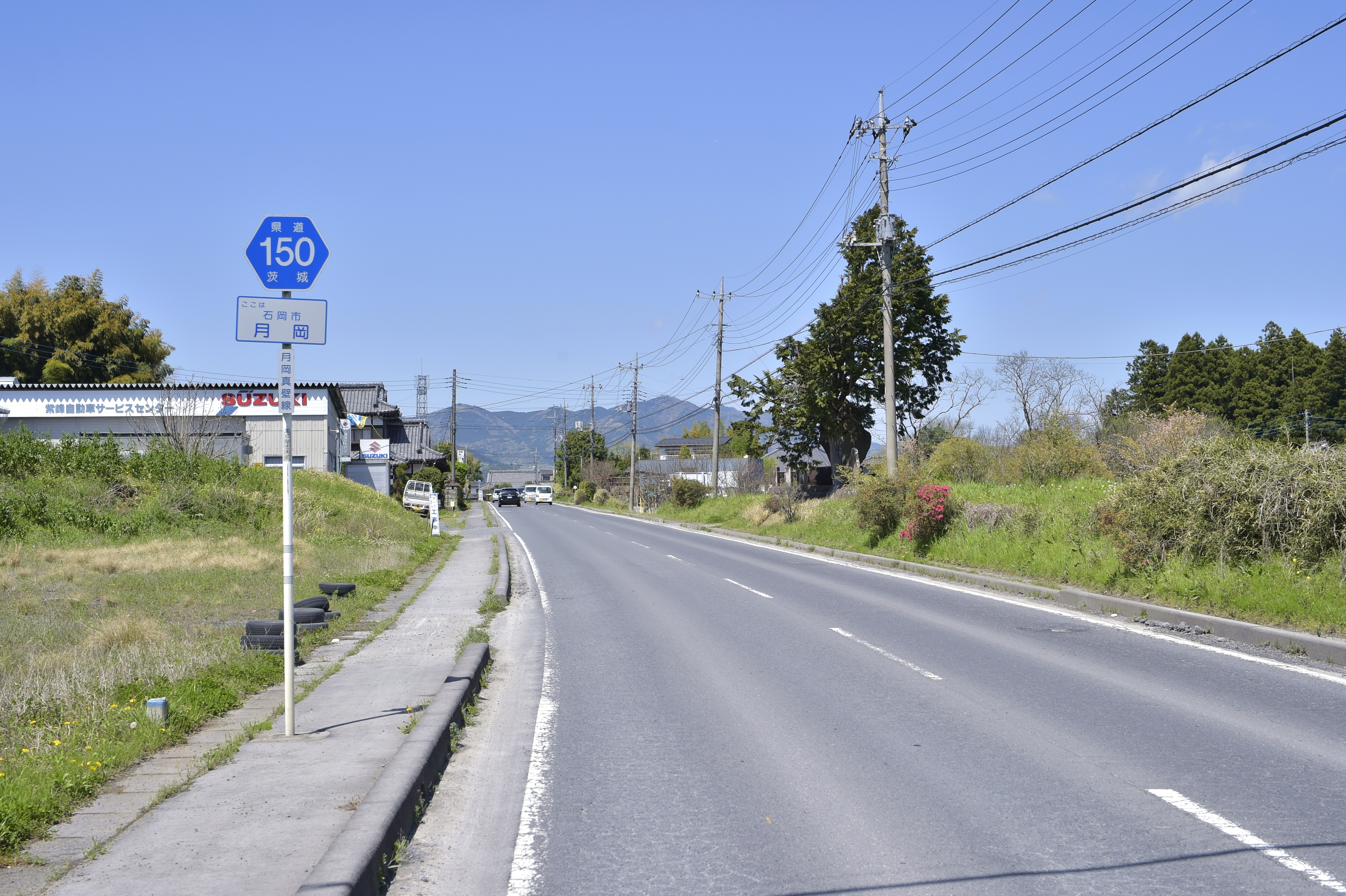
茨城県道150号月岡真壁線
石岡市月岡（2023年4月）

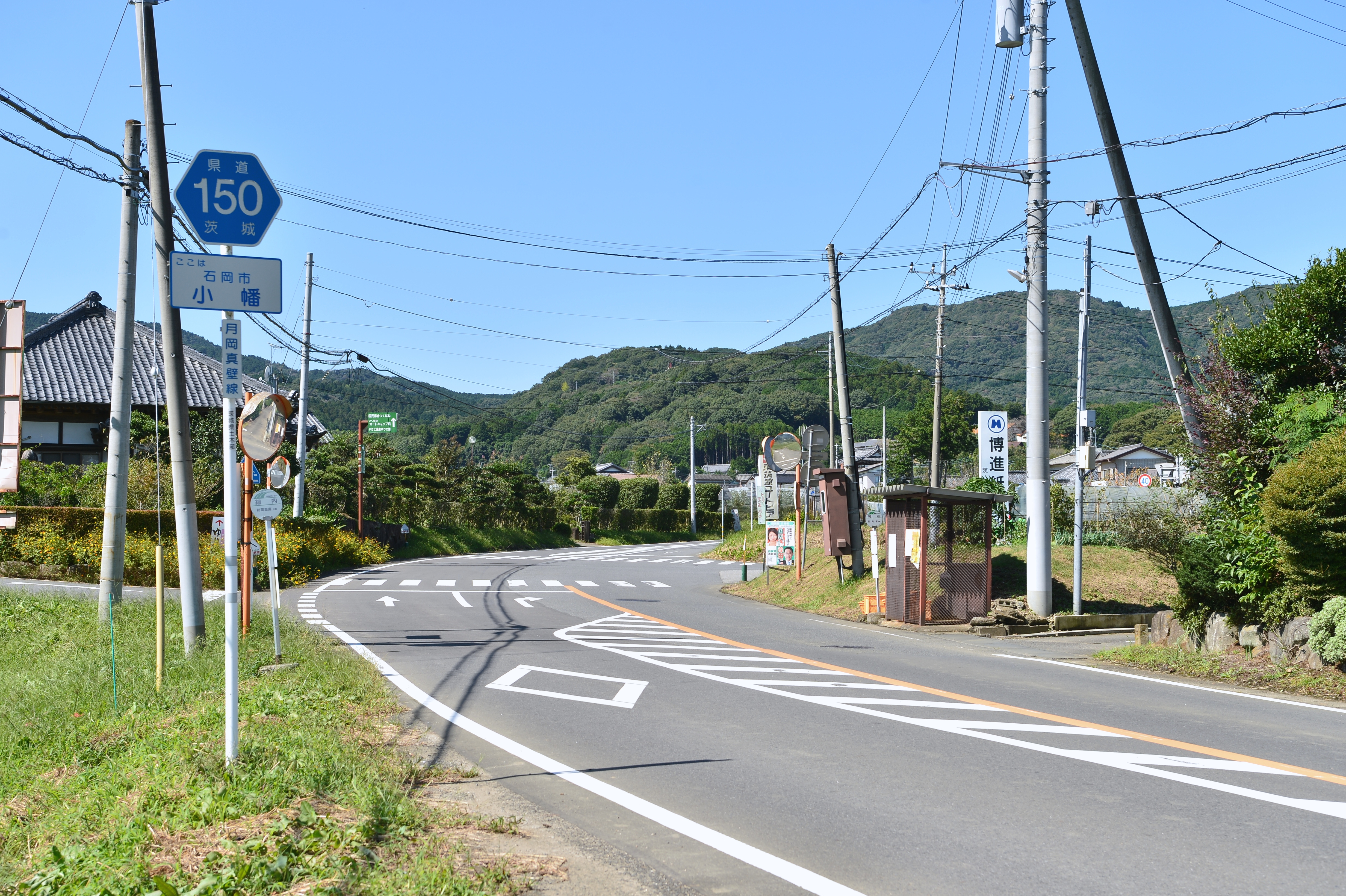
石岡市小幡（2021年10月）

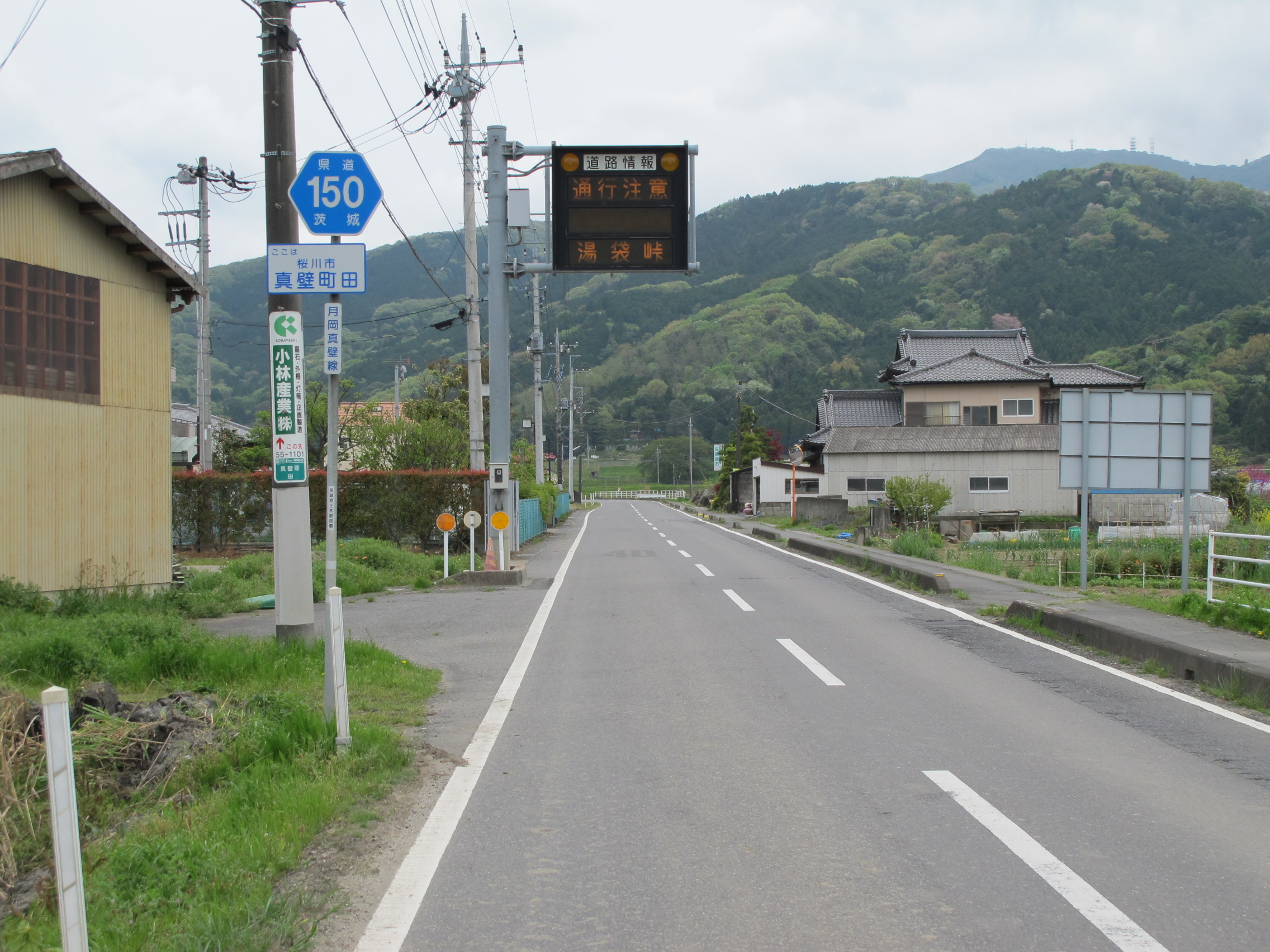
桜川市真壁町田（2012年4月）

## 概要
- 起点：茨城県石岡市月岡（月岡西交差点＝茨城県道138号石岡つくば線分岐）[1]
- 終点：茨城県桜川市真壁町真壁120-1番地先（茨城県道7号石岡筑西線交点＝川原町交差点）[1]
- 総延長：11.693 km[2]
- 重用延長：0.908 km[2]
- 未供用延長：なし[2]
- 実延長：10.785 km[2]
- 自動車交通不能区間延長[注釈 1]：なし[2]

## 歴史
1959年（昭和34年）10月14日、新たな県道として新治郡八郷町大字月岡を起点とし、真壁郡真壁町を終点とする区間を本路線とする県道月岡真壁線として茨城県が県道路線認定した。
1995年（平成7年）、整理番号150となり現在に至る。

### 年表
- 1920年（大正9年）9月1日：現在の路線の前身にあたる北条柿岡線が路線認定される。
- 1928年（昭和3年）3月1日：同じく小幡真壁線が路線認定される。
- 1959年（昭和34年）10月14日
  - 北条柿岡線と小幡真壁線が合わさり、現在の路線で路線認定される（図面対照番号121）[3]。
  - 道路の区域は、新治郡八郷町大字月岡の県道石岡筑波線（現在は石岡つくば線と改称）分岐から真壁郡真壁町大字真壁の主要地方道下館石岡線（現在は石岡筑西線と改称）交点までと決定された[4]。
- 1976年（昭和51年）12月27日：新治郡八郷町大字月岡 - 同町大字小幡の旧道（2.593 km）から道路改良バイパス（フルーツライン、2.18 km）に付替え供用開始[5]。
- 1980年（昭和55年）3月31日：県道石岡下館線の道路改良工事に伴い、路線延長を377 m短縮し、真壁郡真壁町の終点が下宿十字路から川原町交差点に移る[1]。
- 1982年（昭和57年）3月23日：新治郡八郷町大字月岡 - 下青柳 の旧道（1.2 km）を指定解除し八郷町道へ降格[6]。
- 1983年（昭和58年）5月12日：フルーツライン完成に伴い、新治郡八郷町大字下青柳 - 同町大字小幡（小幡交差点）の旧道区間（1.39 km）が指定解除され、八郷町道へ降格[7]。
- 1995年（平成7年）3月30日：整理番号180から現在の番号（整理番号150）に変更される[8]。

## 路線状況
道路法の規定に基づき、石岡市月岡（一般県道石岡つくば線交差） - 同市小幡（主要地方道笠間つくば線交差）間は、緊急輸送道路として機能を維持するため、災害発生時の被害拡大防止を目的に道路用地内に電柱を建てることが制限されている。

## 地理

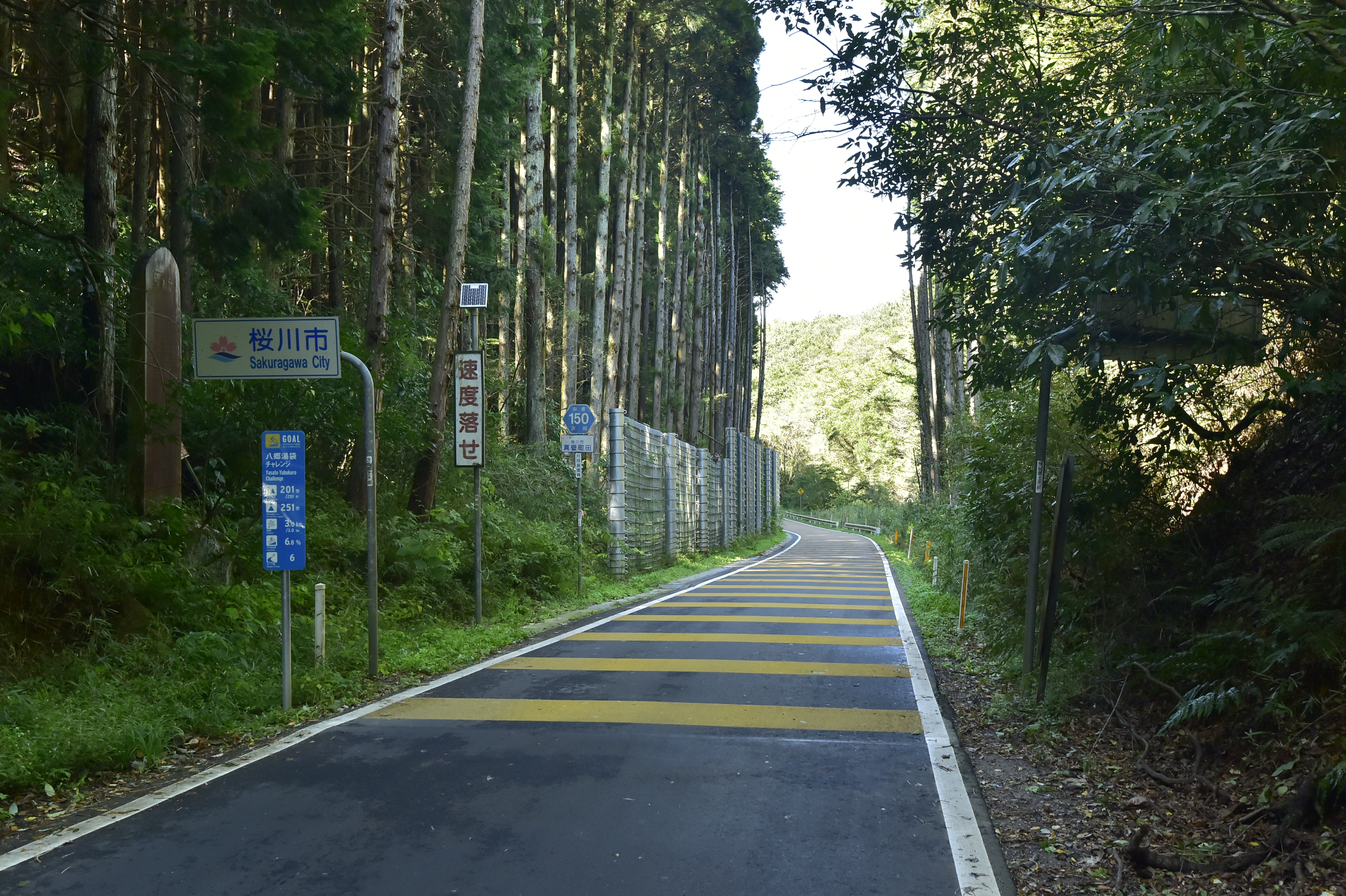
湯袋峠（桜川市方面）

### 通過する自治体
- 茨城県
  - 石岡市 -（湯袋峠）- 桜川市

### 交差する道路
- 茨城県道42号笠間つくば線
- 茨城県道505号桜川土浦潮来自転車道線
- 茨城県道41号つくば益子線

### 沿線
- 茨城県フラワーパーク（石岡市下青柳）
- 国民宿舎つくばね（石岡市小幡）
- 湯袋峠